# Voltana
Voltana (Vultâna in romagnolo) è una frazione di circa 3 000 abitanti del comune di Lugo, in provincia di Ravenna.
Fa parte della circoscrizione di Voltana, Chiesanuova e Ciribella.
I patroni sono i Santi Antonio di Padova e Giovanni Bosco.

## Toponimo
Via Fiumazzo, la strada che porta al paese, scorre parallela all'antico letto del fiume Santerno. Proprio dove ora sorge Voltana il fiume aveva un percorso tortuoso, con numerose svolte, ragion per cui quel luogo veniva chiamato Le Svoltane. 

Nei primi anni del XVII secolo le acque del fiume vennero fatte confluire nella valle di San Bernardino, più ad Ovest. Sul corso abbandonato del fiume, e sulle sponde
demaniali dello stesso, venne edificata Villa Voltana, oggi Voltana.

## Storia
Nel 1604 le acque del fiume Santerno furono deviate verso Ovest per confluire nella valle di San Bernardino. Sul corso abbandonato del fiume vennero edificate le prime case di Voltana. La bonifica del territorio proseguì per tutto il XVII secolo con il metodo della colmata. Occorsero circa 80 anni per prosciugare il terreno vallivo. A bonifica terminata fu possibile avviare nella zona una fiorente agricoltura. Un secondo insediamento avvenne tra il 1713 e il 1717.
Nel XVIII secolo fu costruita la "via della Bonificazione" da Ferrara a Ravenna (oggi «via Reale», tratto della strada statale 16 Adriatica), per consentire l'attraversamento dei fiumi a mezzo di passobarca. La strada consentì agli abitanti di Voltana facili e sicuri collegamenti con i centri vicini.
Dal 1885, con la costruzione della linea ferroviaria fra Ravenna e Ferrara, l'insediamento urbano si concentrò nel sito attuale. Un personaggio che ha segnato la storia di Voltana è il socialista Luigi Antonellini (1861-1933) che il 23 giugno 1907, con altri 30 braccianti, fondò e successivamente diresse la «Società cooperativa fra gli operai braccianti di Villa Voltana», avente lo scopo di "assumere lavori pubblici e privati". In seguito la Cooperativa acquisì i terreni della Valle Maggiore. Con l'avvento del fascismo Antonellini fu costretto a fuggire da Voltana e il movimento cooperativo venne sciolto.
La popolazione di Voltana ha partecipato attivamente alla Resistenza e fra gli episodi più significativi vi è il sacrificio di Angelo Filippi e dei suoi figli Gustavo e Oriano, avvenuto nel 1944.
Voltana diede inoltre i natali al germanista e critico letterario Giuliano Baioni.

## Monumenti e luoghi di interesse
A Voltana
- Villa Cacciaguerra Ortolani, situata in fondo alla piazza dell'Unità e recentemente ristrutturata, ospita la sede della delegazione comunale di Voltana. Si presume sia stata costruita agli inizi dell'Ottocento sulle macerie del vecchio palazzo padronale;
- Santuario della Beata Vergine dell'Arginino[2]. Fu edificato nel XVIII secolo in aperta campagna, a circa 3 km dal paese[3] e venne consacrato il 2 novembre 1727. Vi si venera l'immagine della Beata Vergine della Consolazione, cui è collegato un evento prodigioso: emanò una luce bianchissima il giorno 11 dicembre 1720. Conservata nel capanno di una casa colonica, quel giorno fu vista dal garzone, il quattordicenne Giuseppe Biadi, il quale riferì al suo padrone quanto avvenuto. Il proprietario terriero, il conte Emaldi, dispose la costruzione del santuario. L'immagine, una maiolica, è tuttora conservata all'interno della chiesa. Dal 1974 il santuario non è più proprietà privata ma fa parte del patrimonio della Diocesi di Imola[4]. Il 15 agosto (Festa dell'Assunzione) di ogni anno si celebra la sacra immagine;
- Villa Pastorella, costruita dai Bondoli a fine Settecento e acquistata nel 1916 da Giovanni e Giuseppe Giardini.

A Chiesanuova
- Chiesa di San Giuseppe (chiesa parrocchiale). Il luogo di culto fu eretto nella prima metà del XVIII secolo (la dedicazione avvenne il 20 giugno 1717); quattro anni dopo fu eretta la parrocchia di Chiesanuova, ricavandone il territorio da quella di San Bernardino in Selva (19 ottobre 1721)[5]. Il nome "Chiesanuova" fu attribuito dalla popolazione del luogo, data la novità della costruzione[6]. A Voltana la chiesa locale divenne parrocchiale molto tempo dopo: il primo parroco fece il suo ingresso il 4 novembre 1940. Il territorio fu ricavato dalla parrocchia di Chiesanuova. È dedicata ai Santi Antonio di Padova e Giovanni Bosco.

## Sport
Manifestazioni sportive
- Mezza maratona di Voltana (dicembre)[7].